# 編条
編条（へんじょう）は、陸軍で、斜面に使用する被覆物である。ぬかるみの道路の補修や障害物を掩蔽するのにも用いられた。

## 概要
「しがらみ」ともいい、樹枝製または竹製の扁平な編束物である。木または竹を横に通し、これに対して柴、割竹または細竹を編み、むしろ状にしたものである。小高の斜面、たとえば堡塁、砲台の胸墻内の斜面のようでなければその適用は困難である。その組設には、約40cm間隔で支柱を植立し、これに枝条を繞回、編組し、ようやく高昇したら約1m間隔で紮帯あるいは鉄条を施こし、被覆を堅固にする。
また、あらかじめ準備製造しておくものもあり、それは通常、長さ2m、高さ1mである。